# Melbourne University Publishing
La Melbourne University Publishing (MUP) est la branche d'édition de l'université de Melbourne. La MUP est fondée en 1922 sous le nom de Melbourne University Press afin vendre des manuels pédagogiques aux étudiants. Très vite, elle commence à publier ses propres ouvrages.